# Zlatomir Zagorčić
Zlatomir Zagorčić - em búlgaro, Златомир Загорчич e em sérvio, Златомир Загорчић (Novi Sad, 15 de junho de 1971) é um ex-futebolista búlgaro de etnia sérvia, que atuava como defensor. 

## Carreira
Jogou por mais tempo no Novi Sad, entre 1990 e 1997, retornando em 2005 para encerrar a carreira aos 34 anos. Jogou ainda por Litex Lovech, Adanaspor (por empréstimo) e Lugano.

## Seleção
Apesar de ser sérvio de nascimento, Zagorcić rejeitou defender a Seleção de seu país natal (até então, a Iugoslávia, reduzida a Sérvia e Montenegro), preferindo jogar pela Seleção Búlgara, onde estreou em 1998.
Participou da Eurocopa de 2004, seu único torneio com a Seleção. A Bulgária caiu na primeira fase, sem nenhum ponto assinalado.